# Lac Nero
 (janvier 2016).
Si vous disposez d'ouvrages ou d'articles de référence ou si vous connaissez des sites web de qualité traitant du thème abordé ici, merci de compléter l'article en donnant les références utiles à sa vérifiabilité et en les liant à la section « Notes et références ».
Le lac Nero (russe : озеро Неро) est un lac eutrophique et peu profond de l'oblast de Iaroslavl, en Russie.

## Géographie
Le lac s'étend sur 54,4 km2, pour une longueur maximale de 13 km et une largeur de 8 km. Sa profondeur est de 3,6 m. Le fond du lac est recouvert d'une épaisse couche de limon sapropèle (une sorte de boue utilisée notamment comme engrais).
L'âge du lac est estimé à environ cinq cent mille ans, ce qui en fait l'un des rares lacs pré-glaciaires du centre de la Russie.
Les premiers hommes s'installèrent au bord du lac il y a six mille ans. Il est historiquement certain que la tribu Merya avait sa capitale à Sarskoe Gorodichtche, sur la rive sud du lac. Ils nommèrent le lac Nero (signifiant « limoneux », « marais ») ou Kaovo (« lieu où vivent des mouettes »).
Au IXe siècle, des Slaves de l'est s'établirent autour du lac, qu'ils appelèrent lac Rostovien, en l'honneur de la ville de Rostov.
Il y a deux îles sur le lac Nero : Levski (Левский, ce qui signifie « Île boisée ») et Rojdestvenski (Рождественский, qui signifie « Île de Noël »). Cette dernière est également connue sous le nom de Gorodskoï (Городской, ce qui signifie « Île de la ville »). Cette île forme un monolithe pré-glaciaire.
Huit cours d'eau se jettent dans le lac :
- Itchnia (Ишня)
- Koutchiboch (Кучибош)
- Mazikha (Мазиха)
- Ounitsa (Уница)
- Sara (Сара)
- Soula (Сула)
- Tchoutcherka (Чучерка)
- Varous (Варус)

L'émissaire par lequel s'écoulent les eaux du lac s'appelle Veksa (Векса).
Près du lac Nero se trouvent : la ville de Rostov Veliki sur la rive ouest ainsi que plusieurs villages : Poretche-Rybnoïe (Поречье-Рыбное), Ougoditchi (Угодичи), Vorja (Воржа), Lvy (Львы), etc.
Le premier bateau à vapeur navigua sur le lac en 1883 : l’Emelian (Емельян).